# Halictus turanicus
Halictus turanicus is een vliesvleugelig insect uit de familie Halictidae. De wetenschappelijke naam van de soort is voor het eerst geldig gepubliceerd in 1893 door Morawitz.